# Gamma Lupi
Gamma Lupi (γ Lup) – gwiazda w gwiazdozbiorze Wilka. Znajduje się około 421 lat świetlnych od Słońca.

## Charakterystyka
Jest to gwiazda podwójna, składająca się z dwóch niebiesko-białych składników należących do typu widmowego B. Jaśniejszy składnik został sklasyfikowany jako podolbrzym, choć w rzeczywistości jest to raczej gwiazda ciągu głównego, 6700 razy jaśniejsza niż Słońce, o temperaturze 22 400 K. Słabszy jest także gwiazdą ciągu głównego, o jasności 960 razy przewyższającej jasność Słońca i temperaturze 17 000 K. Gwiazdy mają promienie równe odpowiednio 5,5 i 3,0 R☉ i masy odpowiednio 9 i 5,5 raza większe. Ocenia się, że para ma obecnie około 17 milionów lat. Masywniejszy składnik A może za kilka milionów lat wybuchnąć jako supernowa, chociaż nie jest to pewne – para może także zakończyć życie jako układ dwóch białych karłów.
Określenie cech tych gwiazd utrudnia fakt, że są one obserwowane blisko płaszczyzny orbit składników (oś obserwacji jest odchylona o około 5°). W układzie tym nie dochodzi do zaćmień, które byłyby widoczne z Ziemi, ale oddalają się one na nie więcej niż sekundę kątową. Okres obiegu pary to 190 lat, średnio dzieli je 84,5 au, ale zbliżają się aż na 41 au i oddalają do 128 au.
Gamma Lupi ma także dwóch bardzo słabych wizualnych kompanów: składnik C jest odległy o 39,1″ i ma obserwowaną wielkość 17m, zaś składnik D jest oddalony o 53,4″ i ma wielkość 16,4m (pomiary z 1999 r.).